# Dennis Jacobsen
Dennis Jacobsen (* 1976 in Emden) ist ein deutscher Filmregisseur.

## Wirken
Jacobsen studierte von 1997 bis 2007 Filmregie an der Deutschen Film- und Fernsehakademie Berlin (Dffb) in Berlin. Seine Abschlussarbeit war die Fernsehserie Ijon Tichy: Raumpilot, die von der Presse lobend erwähnt wurde und einige Auszeichnungen erhielt.
Dennis Jacobsen lebt in Berlin.

## Filmografie (Auswahl)
- 1999: Aus den Sterntagebüchern des Ijon Tichy (Serie)
- 2000: Outatime (Regisseur)
- 2007: Ijon Tichy: Raumpilot (Fernsehserie)

## Auszeichnungen
- 1999: Gewinner des Publikumspreises auf dem Internationalen Kurzfilm-Festival Hamburg für Aus den Sterntagebüchern des Ijon Tichy
- 2000: Nominierung für den Max-Ophüls-Preis für Outatime
- 2007: Nominierung für den First Steps Award in der Kategorie Kurz- und Animationsfilme bis 25 Minuten für Ijon Tichy: Raumpilot
- 2007: Gewinner des Förderpreises bei der Veranstaltung Deutscher Fernsehpreis für Ijon Tichy: Raumpilot
- 2008: Gewinner der World Bronzemedaille beim New York Broadcasting Festival